# دانشگاه معماری و ساختمان‌سازی آذربایجان
دانشگاه معماری و ساختمان‌سازی آذربایجان (آذربایجانی: Azərbaycan Memarlıq və İnşaat Universiteti) یک دانشگاه دولتی که در سال ۱۹۷۵ میلادی در شهر باکو تأسیس شده‌است.

## تاریخچه
دانشگاه معماری و ساختمان‌سازی آذربایجان در سال ۱۹۲۰ میلادی به عنوان یک مؤسسه معماری در داخل مؤسسه پلی تکنیک باکو تأسیس شده‌بود. مابین سال‌های ۱۹۳۰-۱۹۳۴ میلادی عملاً به‌عنوان یک مؤسسه مستقل معماری و ساختمان‌سازی با تشکیل هیئت علمی در دانشگاه فنی آذربایجان شروع به فعالیت نمود. و از سال ۱۹۵۱ میلادی از مؤسسه به یک دانشکده تخصصی در دانشگاه فنی آذربایجان تبدیل شد.
در سال ۱۹۷۵، مؤسسه مهندسی عمران آذربایجان با تصمیم شورای وزیران شوروی سابق از دانشگاه فنی آذربایجان انتزاع یافت و سپس در سال ۱۹۹۲ میلادی این مؤسسه به دانشگاه ارتقاء پیدا کرد.